# Patrick Tabarly
Pour les articles homonymes, voir Tabarly.
Patrick Tabarly est un navigateur français, né en 1944. Il est le frère cadet d'Éric Tabarly, le père d'Erwan Tabarly et l'oncle de Marie Tabarly.

## Biographie
Patrick Tabarly est le dernier enfant d'une fratrie de quatre, au sein d'une famille bourgeoise. Éric, l'ainé a treize ans de plus que lui. Patrick connait une jeunesse heureuse à l'air libre. C'est alors un garçon des prairies, des bois et des rivières, entouré d'animaux. Il déteste l'école et a des envies d'ailleurs, avec une haine des enfermements. Dans la famille Tabarly, les filles penchent plutôt vers le cheval, tandis que les garçons préfèrent les bateaux. Pen Duick, le premier du nom, est un voilier ancien construit en 1898 sur plans Fife acheté par leur père, Guy Tabarly, aux frères Jean et André Lebec, qui l'avaient rebaptisé ainsi, ce qui signifie littéralement petite tête noire (pen = tête ; du = noir ; ick = diminutif, petit), c'est-à-dire mésange noire en breton. Il est réparé et transformé par Éric avec un mélange de passion, de déboires, d'argent qui manque, et d'heures de travail non comptées.
Patrick Tabarly est employé d’un chantier naval, vendeur puis magasinier avant de créer sa propre entreprise d’entretien et de préparation de bateaux. Parallèlement, il navigue et va jusqu'à parcourir le monde pendant huit ans avec Marie son épouse.
Il navigue également avec son frère, dont il prépare souvent les bateaux. Ensemble, ils connaissent les grandes  heures de la voile française de la fin des années 1960 jusqu'au début des années 1980, et participent à la première navigation du mythique Pen Duick, remportent plusieurs épreuves et essuyent leur premier naufrage.

## Palmarès
- 1994 : 9e de la Route du Rhum en Open mixte
- 1997 :	Transat Jacques-Vabre en Multicoques mixte
- 2000 : 19e de la Transat AG2R en Monocoques mixte
- 2001 : 	Transat Jacques-Vabre en Monocoques (60 pieds, classe IMOCA) mixte[5]

## Publications
- Frères de mer, Paris, Stock, 2018